# Аутогенне тренування
Аутоге́нне тренува́ння — метод який використовується з метою психологічного, нервового та м'язового розслаблення, та покращення картини світогляду, шляхом частого повторення спеціальних оптимістично-мобілізуючих формул (фраз, афірмацій). 
Походження назви пов'язане з ідеєю самостійного введення себе у гіпнотичний стан шляхом самонавіювання.

## Історія
Аутогенне тренування, техніка релаксації, розроблена на початку 20-го століття, має своє коріння в ширшому контексті терапії розуму та тіла та практик саморегуляції. Методика була створена німецьким психіатром доктором Йоганнесом Генріхом Шульцем, на якого вплинули його дослідження гіпнозу, медитації та сили навіювання та афірмацій. 
Дослідження Шульца призвели до створенням методики аутогенного тренування в кінці 1920-х і на початку 1930-х років. Його метод складався з серії простих розумових вправ, спрямованих на те, щоб викликати стан глибокої релаксації та сприяти саморегуляції функцій організму. Ключовими компонентами аутогенного тренування є пасивна концентрація, візуалізація та повторення певних формул (наприклад, «Моя рука важка і тепла»), спрямованих на різні фізіологічні процеси.
Термін «аутогенний» походить від грецьких слів «autos» (само) і «genes» (генерований), що відображає основний принцип самогенерування релаксації та зцілення. У 1932 році Шульц опублікував свою основоположну роботу «Das Autogene Training» («Аутогенне тренування»), в якій детально викладено методику та її основні принципи.

## Модифікація В.А.Скуміна
В Україні професор В.А. Скумін на підставі ґрунтовних наукових досліджень, проведених ним у 1976–1980 рр. в Інституті серцево-судинної хірургії М. М. Амосова, розробив ефективну модифікацію аутогенного тренування для пацієнтів кардіохірургічного профілю з синдромом Скуміна. Психотренінг по Скуміну складається з п'яти вправ:
- «Релаксація» — послідовне розслаблення м'язів ніг, рук, тулуба, шиї, голови. Особливу увагу приділяють релаксації кистей рук, спини, обличчя, збиткова напруга котрих є у даного контингенту;
- «Тепло» — викликається у ногах, руках, сонячному сплетенні, шиї, голові. Пацієнти з синдромом Скуміна потерпають від відчуття холоду в периферичних ділянках тіла. Усування неприємних відчуттів крім безпосереднього позитивного ефекту, сприяє активації особистості у боротьбі з хворобою;
- «Паріння, невагомість» — використовуються формули, які викликають відчуття паріння, невагомості, «розчинення» тіла. Після оволодіння цією вправою зменшуються біль, розбитість, важкість, характерні для таких хворих, поліпшується їх самопочуття, настрій;
- «Цільове самонавіювання» — формули його визначаються конкретними лікувальними завданнями. Вони направлені на вироблення адекватного відношення до стану свого здоров'я, нормалізування сну, корекцію характерних відхилень, подолання страхів, тривоги, мобілізацію ресурсів особистості;
- «Активація» — проводиться за допомогою формул та уявлень, що сприяють виходу зі стану занурення. Підкреслюється, що організм зарядився енергією, силою і це сприяє відновленню здоров'я, подальшому покращанню стану.

### Книги
- Філатов А.Т., Скумін В.А. Психопрофилактика и психотерапия в кардиохирургии. — Київ: Здоров'я. Серія: Библиотека практического врача, 1985. — 72 с.
- Скумін В.А. Азбука психологічного загартування [Архівовано 9 квітня 2017 у Wayback Machine.] // Знання та праця. — 1979. — № 5. — C. 20-21.
- Еміль Куе (1922). Self mastery through conscious autosuggestion. Stilwell, Kan.: Digireads.com Publishing. ISBN 978-1-4209-2816-7.
- Владимир Леви Искусство быть собой(рос.)
- Владимир Леви. Аутогенная тренировка для вас(рос.)
- Б. Бах. Аутогенная тренировка по Владимиру Леви(рос.)